# Castelforte
Castelforte é uma comuna italiana da região do Lácio, província de Latina, com cerca de 4.254 habitantes. Estende-se por uma área de 29 km², tendo uma densidade populacional de 147 hab/km². Faz fronteira com Coreno Ausonio (FR), Rocca d'Evandro (CE), Sant'Andrea del Garigliano (FR), Santi Cosma e Damiano, Sessa Aurunca (CE), Vallemaio (FR).

## Demografia
| Variação demográfica do município entre 1861 e 2011                               |
|                                                                                   |
| Fonte: Istituto Nazionale di Statistica (ISTAT) - Elaboração gráfica da Wikipedia |